# Milo A Go-Go EP
Milo A Go-Go es un EP (Extend Play) de la banda Bogotána The Speakers. Salió en 1967 y fue grabado en los Estudios Suramericana. Milo (la empresa de chocolate de leche en polvo), contrató a las mejores bandas (Harold, Óscar Golden, Los Ampex, Kathy) para promover sus productos a nivel nacional, ésta campaña incluyó un EP con cuatro canciones y su jingle era una versión de los Speakers tocando “Round and Round” de The Shadows. 

## Listado de canciones
- Cara A

1. "Nunca, Nunca Vida Mia" (Spencer-Northern)
2. "Milo's Jingle" (Los Speakers)

- Cara B

1. "Telstar (Meek)"
2. "Milo's Jingle TV" (The Shadows)

## Integrantes
- Rodrigo García - Guitarrista, Compositor, Cantante, Pianista, Violinista
- Humberto Monroy - Bajista, Compositor, Cantante
- Oswaldo Hernández - Guitarra
- Luis Dueñas - Guitarra, Voz
- Fernando Latorre - Baterista

- Datos: Q6016582